# Mots croisés du New York Times

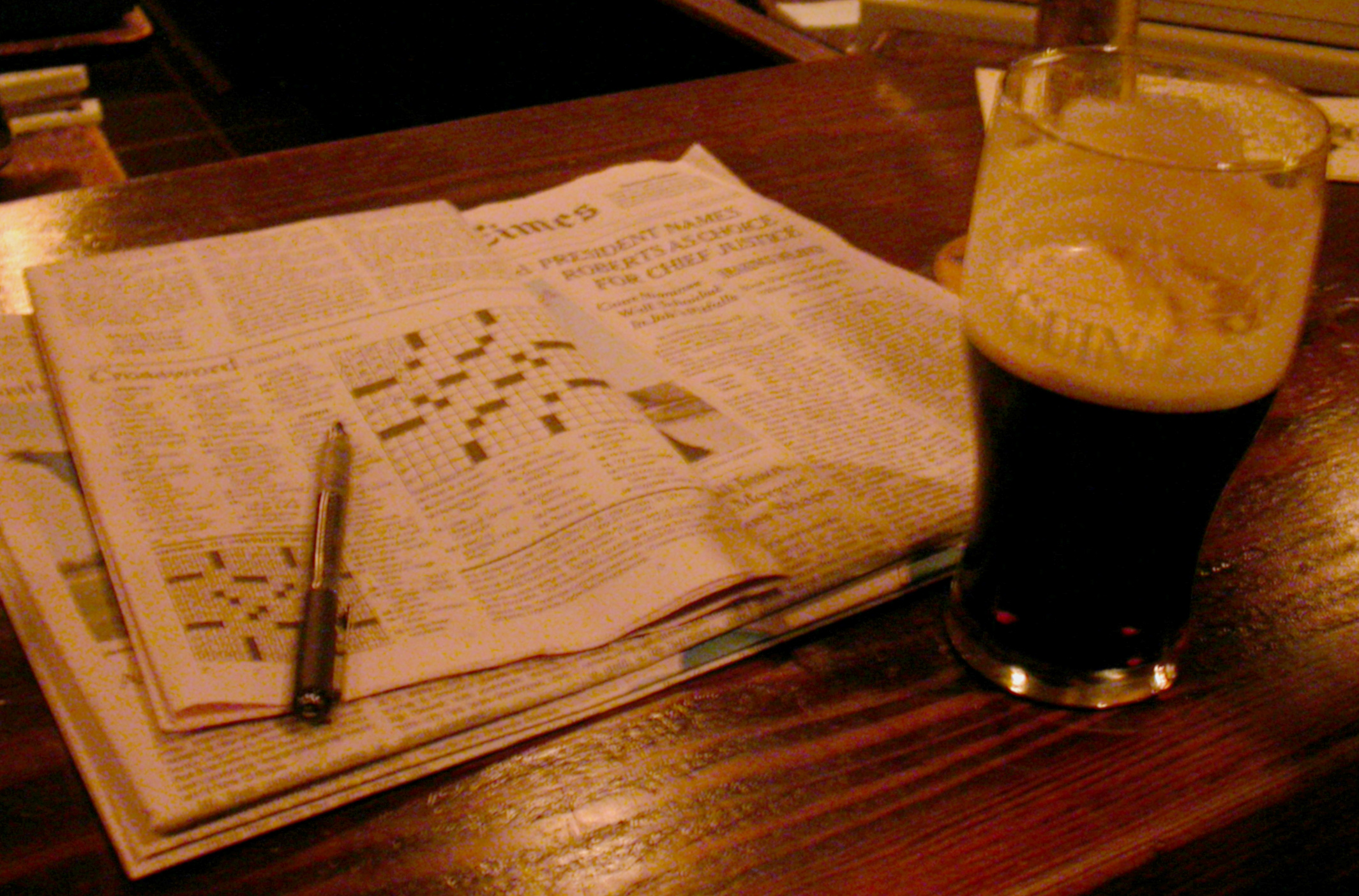
Édition du New York Times du 5 septembre 2005, ouverte à la page de la grille de mots croisés.

Les mots croisés du New York Times sont un jeu de mots croisés figurant dans chaque édition du quotidien généraliste américain The New York Times. Le jeu paraît également dans 300 autres quotidiens régionaux nord-américains, selon le processus de vente et de diffusion connu sous le nom de « syndication ». Les grilles de mots croisés sont généralement conçues par des verbicrucistes indépendants, le responsable de leur sélection étant Will Shortz, créateur de mots croisés pour le quotidien depuis 1993. 
Ils apparaissent pour la première fois en 1942, peu après l'attaque de Pearl Harbor, afin de distraire les lecteurs de l'actualité liée à la Seconde Guerre mondiale.
Les mots croisés du New York Times paraissent par ordre chronologique de difficulté sur une échelle d'une semaine, les grilles les plus faciles paraissant le lundi et les plus difficiles le samedi. La grille du dimanche n'est pas la plus difficile mais la plus grande; Elle parait dans le New York Times Magazine, et est considérée comme une icône de la culture américaine. Elle est généralement de difficulté équivalente à la grille du jeudi. La taille de la grille en semaine est de 15 cases sur 15, la grille de fin de semaine faisant généralement 21 cases sur 21, ou 23 cases sur 23 ; une édition spéciale de plusieurs grilles de 25 cases par 25 cases, de difficultés différentes, était parue en 1999, à l'occasion du passage au nouveau millénaire.
Dans le documentaire Wordplay de Patrick Creadon sorti en 2006, le président américain Bill Clinton déclare être un fan de Will Shortz et des mots croisés dont il est l'auteur pour le New York Times.

## Statistiques et grilles célèbres
Il existe une communauté de fans et passionnés des mots croisés du New York Times qui répertorie des données statistiques relatives à ses grilles. Le site Internet XWORD INFO, par exemple, enregistre, répertorie et met en ligne de multiples données statistiques, curiosités, records en rapport aux mots croisés du quotidien américain. Parmi les records publiés, on peut citer :
- la grille de 15×15 (semaine) comportant le moins de mots : 52 mots, parution le jeudi 21 janvier 2005, grille de Frank Longo[4].
- la grille du dimanche comportant le moins de mots : 130 mots, à cinq reprises et par cinq verbicrucistes différents[5].
- la grille de semaine comportant le plus de mots : 86 mots, parution le jeudi 23 décembre 2008, grille de Joe Krozel[4].
- la grille du dimanche comportant le plus de mots : 150 mots sur une grille de 21x21, ceci à deux reprises, le 26 juin 1994 par Nancy Nicholson Joline et le 21 novembre 1993 par Peter Gordon[5].
- la grille de semaine comportant le moins de cases noires : 18 cases noires, parution le jeudi 22 août 2008, grille de Kevin G. Der.
- le verbicruciste le plus prolifique : Manny Nosowsky a été publié le plus fréquemment sous la direction de Will Shortz. Il est auteur de 241 grilles pour le journal.

La notoriété de certaines grilles remarquables a dépassé le cercle des passionnées de mots croisés. L'une des grilles de mots croisés les plus célèbres est celle du professeur de mathématiques Jeremiah Farrell, parue dans l'édition du 5 novembre 1996, jour de l'élection présidentielle américaine opposant le démocrate Bill Clinton au républicain Bob Dole. La grille, citée dans le documentaire Wordplay et dans l'ouvrage The Crossword Obsession de Coral Amende, a été mentionnée dans certains journaux télévisés de l'époque. La particularité de cette grille est qu'une des définitions horizontales avait deux réponses possibles, CLINTON ou BOB DOLE, suivant le vainqueur de l'élection. Toutes les définitions verticales qui la croisaient avaient deux réponses possibles, et fonctionnaient quelle que soit la réponse horizontale : par exemple, la réponse à la définition « Black Halloween animal » (« animal noir d'Halloween ») pouvait être CAT (chat) ou BAT (chauve-souris). La réponse à la définition « French 101 word » (mot français de débutant) pouvait être LUI ou OUI.